# Зов предков (фильм, 2020)
«Зов предков» (англ. The Call of the Wild) — американский полнометражный фильм, созданный студией 20th Century Studios по мотивам одноимённой повести Джека Лондона. Режиссёрский дебют Криса Сандерса в жанре игрового кино. Выход в прокат в России состоялся 20 февраля 2020 года.

## Сюжет
Во времена золотой лихорадки большая, но игривая домашняя собака — гибрид сенбернара и шотландского колли по кличке Бэк счастливо живёт в своем доме в Санта-Кларе, штат Калифорния, со своим хозяином судьей Миллером (Алекс Соловиц). Из-за безрассудного характера Бэка Миллер выставляет своего питомца за дверь. Доверчивого Бэка похищают продавцы собак и отправляют на большом грузовом судне на Аляску, где с ним жестоко обращаются рабочие. Прибыв на Юкон, Бэк возвращает упавшую губную гармонику пожилому старателю Джону Торнтону (Харрисон Форд), после чего его продают почтальону по имени Перро (Омар Си) и его помощнице по имени Франсуа (Кара Ги). Оба путешествуют на собачьих упряжках, доставляя письма через Юкон. Бэк знакомится с другими собаками, включая злобного вожака стаи, хаски по кличке Шпиц.
Во время переходов Бэк завоевывает преданность и доверие Франсуа и других ездовых собак, что сильно злит Шпица. Однажды ночью Бэк гонится за белым кроликом вверх по холму. Ему удаётся поймать кролика, но он выпускает его на свободу, после чего Шпиц убивает кролика, а затем нападает на Бэка, чтобы утвердить свое господство в качестве лидера стаи. Бэк побеждает Шпица, оставляя лидера стаи опозоренным. Униженный Шпиц убегает в леса, чтобы никогда больше не возвратиться. Взволнованный Перро неохотно заменяет Шпица на неопытного Бэка в качестве вожака, поскольку другие собаки отказываются делать это сами. К большой радости Перро, скорость и сила Бэка позволяют саням прибыть к почтовому отделению вовремя. Там Торнтон вручает почтальону конверт с письмом, которое написал своей бывшей жене, рассказывая о своих переживаниях по поводу покойного сына. Когда сани возвращаются, Перро получает извещение о своём увольнении и продаёт собачью упряжку беспринципному авантюристу Хэлу (Дэн Стивенс), который в компании Мерседес (Карен Гиллан) и Чарльза (Колин Вуделл) отправляется искать золото, заставляя собак работать до изнеможения, путешествуя с тяжёлым грузом.
Когда все трое останавливаются отдохнуть, Хэл угрожает застрелить уставшего Бэка, который отказывается провести упряжку по неустойчивому весеннему льду. Настигший золотоискателей Торнтон спасает и забирает Бэка, после чего безрассудный Хэл гонит сани через озеро. Спустя некоторое время он встречает в баре Торнтона, сообщив ему, что «потерял из-за него целое состояние», Чарльз и Мерседес погибли, а собаки разбежались, после чего нападает на старика. Ставший свидетелем инцидента Бэк нападает на Хэла.
Оставшись с Торнтоном в его доме, Бэк сопровождает его в путешествии за пределы Юкона, где они могут свободно жить в дикой природе. Спускаясь вниз по реке, они натыкаются на заброшенную хижину в открытой долине, где в конечном счёте и остаются. Тем временем Хэл неустанно выслеживает их, основываясь на параноидальном убеждении, что они скрывают от него золото.
В открытой дикой местности Торнтон занимается рыбалкой и добычей золота. Бэка тянет к белой волчице, которая живёт в той же местности. Решив, что для Бэка лучше выбрать собственный путь в жизни, Торнтон отпускает Бэка жить с волками. Внезапно появляется выследивший Торнтона Хэл, вооружённый винтовкой, и сначала выбивает из рук старика фонарь, после чего хижина загорается, а затем в схватке смертельно ранит его в живот. Опоздавший Бэк убивает Хэла, загнав его в горящую хижину.
В последний раз Бэк проводит ночь со своим хозяином, а затем прощается с его телом и уходит жить к волкам. Там он заводит потомство с белой волчицей и становится вожаком её стаи, наконец-то приняв зов своих предков.

## В ролях
- Терри Нотари — Бэк
- Харрисон Форд[5][6][7] — Джон Торнтон
- Омар Си — Перро
- Дэн Стивенс[8] — Хэл
- Карен Гиллан — Мерседес
- Брэдли Уитфорд — судья Миллер
- Уэс Браун — полицейский
- Кара Ги — Франсуаза
- Колин Вуделл — Чарльз
- Алекс Соловиц — Миннер
- Скотт МакДональд — Доусон

## Прием
На веб-агрегаторе Rotten Tomatoes фильм получил оценку 63 % со средним баллом 6 из 10 на основе 208 рецензий. На Internet Movie Database фильм оценили в 6,8 из 10. На агрегаторе Metacritic фильму дали оценку в 47 % из 100 на основе 43 отзывов.